# Halgerda willeyi
Espèce
Halgerda willeyi est une espèce de nudibranches du genre Halgerda et de la famille des Discodorididae.

## Répartition géographique
Cette espèce se rencontre en zone indo-pacifique ouest tropicale. Elle est notamment présente dans l'Archipel de la Société, en Nouvelle-Calédonie, en Papouasie-Nouvelle-Guinée, en Australie,, en Nouvelle-Zélande notamment dans les îles Kermadec, aux Philippines,, à Taïwan, au Vietnam, dans l'archipel des Chagos, aux Seychelles et en mer Rouge.
Halgerda willeyi a été introduite en mer Adriatique, probablement via les balastes de navires.

## Habitat
Cette espèce se rencontre sur les récifs rocheux en zone intertidale à subtidale peu profonde jusqu'à 25 mètres de profondeur.

## Description
Le spécimen ayant servi à la description originale mesurait 31 mm mais Halgerda willeyi peut mesurer jusqu'à 90 mm.
La forme générale du corps est plate. Le profil est élevé. Le pied est orange. Il est long et étroit et projeté en arrière. Il est rainuré mais non fendu à l'avant. La marge du manteau est mince mais ample. La consistance générale du corps est dure et coriace, gélatineuse mais non rugueuse comme chez Platydoris. Bien que lisse au toucher, le dos est couvert d'une série de crêtes et de vallées basses disposées selon un motif élaboré. Les crêtes partent en partie du bord du manteau et en partie de la ligne médiane dorsale qui ne présente pas de crête relevée mais qui divise le motif en deux parties. Sur la surface dorsale, les crêtes sont brun à rougeâtre ou ocre jaunâtre à orange, et les vallées sont noires. L'épais pigment foncé du dos forme, dans les dépressions entre les crêtes dorsales distinctes qui présentent des tubercules arrondis aux jonctions, un motif complexe de lignes parallèles aux crêtes. Les nombreuses lignes noires présentes autour du bord du manteau rayonnent pour la plupart vers l'extérieur pour rejoindre le bord du manteau à angle droit,. La couleur de fond de l'animal est blanc translucide grisâtre. Sur le dessous, la coloration est à peu près la même avec de nombreuses lignes noires au lieu de vallées. 
Les rhinophores ressemblent à des boutons mais sont grands, et distincts. Ils ont l'extrémité blanche avec la gaine noire. La face postérieure des rhinophores présente une ligne sombre, et un pigment sombre recouvre le club. Les deux cinquièmes inférieurs du club sont translucides, le cinquième central est jaune antérieurement et les deux cinquièmes distaux sont marron foncé. Les ouvertures des rhinophores sont assez lisses, jaune blanchâtre à orange, courtes et assez grandes. Elles sont aplaties mais semblent avoir été projetées. 
La poche branchiale est assez grande, assez lisse et jaune blanchâtre. Le bord est mince mais fait largement saillie. La direction de l'ouverture est postérieure et non verticale. Les branchies, rétractables, consistent en deux panaches qui se forment de chaque côté de la papille anale, mais chacun est divisé en trois subdivisions, de sorte qu'il semble y en avoir six,. Elles sont blanches mouchetées de noir aux extrémités et avec des taches noires à la base. Elles présentent une bande sombre sur le côté antérieur de chaque panache. Les panaches sont peu nombreux et irréguliers. La plupart sont bi-pennés mais partiellement tri-pennés. Le bord cloacal est d'un blanc sale.
Les parties buccales sont saillantes et sont d'un blanc jaunâtre avec des taches noires. Il n'y a pas de trace d'armature labiale. La radula est constituée de dents blanchâtres et simplement hamatées. Les membranes de la radula n'ont aucune marque contrairement à la plupart des espèces d'Halgerda qui présente une pigmentation foncée sur le bulbe. La formule radulaire est 44-45x35.0.35. Toutes les dents sont en forme de crochet. Les dents extérieures ne sont pas denticulées pour la plupart. Les trois dents latérales externes sont petites et simples. Les dents intérieures sont plus petites et plus rapprochées que les autres,.
À l'endroit habituel sur le côté droit, les orifices génitaux sont placés sur une grosse masse jaune avec des taches noires. Les organes génitaux sont entourés de gros plis mais aucune armature n'est présente dans les organes eux-mêmes. Halgerda willeyi possède une grande et longue ampoule alambiquée qui n'est pas enchâssée dans la prostate. Le canal utérin est long et fait une boucle complète autour de la bourse. La gaine pénienne est courte puis s'élargit avant de pénétrer dans le vestibule génital commun. Le canal vaginal est mince et long avec une petite partie musculaire à la sortie du canal. La bourse est presque entièrement couverte par la prostate. Les canaux éjaculateurs sont minces et extrêmement courts et sont repliés contre la masse génitale.
Il est à noter que les plus grands spécimens se distinguent par des crêtes jaunes entourant les dépressions qui contiennent principalement des marques longitudinales noires et jaunes ainsi que par des lignes jaunes et des tubercules jaunes autour de la marge en plus des lignes noires perpendiculaires.

## Publication originale
- Eliot, C. N. E. 1904[Note 1]. On some nudibranchs from east Africa and Zanzibar. Part III. Dorididae Cryptobranchiatae, I. Proceedings of the Zoological Society of London, 2: 354-385, pls. 22-24. (BHL)

## Étymologie
Cette espèce a été nommée en l'honneur du Dr Arthur Willey qui a récolté sur l'île de Lifou (Îles loyauté, Nouvelle-Calédonie) l'animal ayant servi à la description originale.

## Systématique
Un dessin de cette espèce a été réalisé par Maria Emma Gray et publié en 1850 par son époux John Edward Gray sous le nom binominal Doris incii qui est ainsi le synonyme plus ancien (senior synonym en anglais) et devrait avoir préséance sur le synonyme plus récent (junior synonym en anglais) Halgerda willeyi. Cependant, selon l'article 23.9.2 du code de nomenclature zoologique, un
synonyme plus récent a la  priorité sur un synonyme plus ancien qui n'a pas été utilisé depuis 1899, si le synonyme plus récent a été utilisé dans au moins 25 publications, publiées par au moins 10 auteurs, dans les 50 dernières années. Ces conditions étant satisfaites, le nom Halgerda willeyi est considéré valide (nomen protectum) alors que Doris incii est considéré comme non valable (nomen oblitum).

## Espèces similaires
Halgerda willeyi est assez similaire à Halgerda fibra et à Halgerda johnsonorum.